# Мола ди Бари
Мо̀ла ди Ба̀ри (на италиански: Mola di Bari, на местен диалект Maule, Мауле) е пристанищен град и община в Южна Италия, провинция Бари, регион Пулия. Разположен е на брега на Адриатическо море. Населението на общината е 25 901 души (към 2013 г.). В последно време, градът е известен на първо място заради варосаните сгради, въпреки че, растежът, съвременното строителство и дизайнът на сградите са променили изображението значително, особено в северната (и по-модерната) част на града. Мола е също дом на голяма риболовна индустрия, която доставя прясна риба през целия южен италиански регион.